# Dicliptera hyalina
Dicliptera hyalina är en akantusväxtart som beskrevs av Christian Gottfried Daniel Nees von Esenbeck. Dicliptera hyalina ingår i släktet Dicliptera och familjen akantusväxter. Inga underarter finns listade i Catalogue of Life.